# Macaria fissinotata
Macaria fissinotata là một loài bướm đêm trong họ Geometridae.

## Hình ảnh